# Learjet 24
Learjet 24 — дводвигуновий літак бізнес-класу виробництва американської фірми Swiss American Aviation Corporation («Learjet»).

## Історія
Літак здійснив свій перший політ 24 лютого 1966. У 1969 почався випуск його модифікації — Learjet 24В. Також розроблявся полегшений варіант цього літака Learjet 24С, але його розробка припинилася. Потім вийшов цілий ряд модифікацій — Learjet 24D і Learjet 24D/A. У 1976 з'явилися ще 2 моделі — Learjet 24E і Learjet 24F. Виробництво цих літаків було припинено в 1980 році.

## Основні експлуатанти
США
- NASA
- Pacific Southwest Airlines

## Льотні дані
| Розмах крила, м               | 10,85  |
| Довжина, м                    | 13,18  |
| Висота, м                     | 3,73   |
| Площа крила, м2               | 21,53  |
| Маса порожнього, кг           | 3204   |
| Максимальна злітна, кг        | 6123   |
| Тяга двигунів, кг/с           | 2×1338 |
| Максимальна швидкість, км/год | 880    |
| Крейсерська швидкість, км/год | 793    |
| Дальність, км                 | 2731   |
| Стеля, м                      | 15545  |
| Екіпаж                        | 2      |
| Пасажири                      | 8      |